# Po co nam socjalizm?
Po co nam socjalizm? (także Dlaczego socjalizm?; oryg. Why Socialism?) – artykuł Alberta Einsteina, który ukazał się w maju 1949 r. w pierwszym numerze miesięcznika socjalistycznego Monthly Review.

## Opis
Artykuł jest opisywany jako wybitnie czysta synteza einsteinowskiej dojrzałej myśli politycznej, która przekracza znany dyskurs między socjalizmem a kapitalizmem, obiekcje Einsteina są raczej filozoficzne niż ekonomiczne. Einstein nie tylko dostrzegł powojenną ekonomię polityczną, ale i przewidział współczesną erę gromadzenia dóbr i erozję demokracji. Korzystając z nurtu socjalistycznej krytyki kapitalizmu Einstein w swoim stylu debatuje nad rolą jednostki w społeczeństwie.
Einstein nie kusi się na podanie oryginalnej teorii politycznej, chce przedstawić standardowe argumenty za tym, że kapitalizm niszczy życia zarówno tych, którzy zdają się z niego korzystać, jak i tych, którzy na nim tracą. Jednoznacznie odrzuca komunizm w stylu sowieckim („No purpose is so high that unworthy methods in achieving it can be justified”) oraz twierdzi, że socjalizm nigdy nie może być naukowy.
Einstein sugeruje, że nawet ekonomiści nie mają wystarczających metod, aby definitywnie odpowiedzieć na pewne pytania. Nie powinno się zatem zakładać, że eksperci są jedynymi, którzy mają prawo wypowiadać się w kwestiach dotyczących organizacji społeczeństwa. Sam Einstein nie twierdzi, że zna wszystkie odpowiedzi i kończy swój esej kilkoma pytaniami dotyczącymi trudnych problemów społeczno-politycznych.
W jego ocenie nie ma czegoś takiego jak czyste społeczeństwo kapitalistyczne: prywatni właściciele zawsze zabezpieczają swoje przywileje poprzez manipulację systemami politycznymi i edukacyjnymi oraz środkami masowego przekazu. „Człowiek może znaleźć sens w życiu, choć jest ono krótkie i niebezpieczne, tylko przez poświęcenie się społeczeństwu.”

## Treść
Według Einsteina, chęć zysku w społeczeństwie kapitalistycznym, w połączeniu z konkurencją między kapitalistami, prowadzi do niepotrzebnych wahań koniunktury, przez co ostatecznie zachęca do egoizmu zamiast współpracy. System edukacji takiego społeczeństwa zostałby poważnie osłabiony, ponieważ ludzie będą się kształcić tylko po to, by rozwijać swoją karierę. Prowadzi to do „kalectwa jednostek” i erozji ludzkiej kreatywności. Niepohamowana konkurencja w społeczeństwie kapitalistycznym prowadzi do ogromnego marnotrawstwa pracy i powoduje anarchię ekonomiczną, którą Einstein potępia jako prawdziwe źródło zła kapitalizmu:

The economic anarchy of capitalist society as it exists today is, in my opinion, the real source of the evil.
Gospodarcza anarchia społeczeństwa kapitalistycznego w swej obecnej formie jest moim zdaniem prawdziwym źródłem zła.

Einstein przewidywał, że w takim kapitalistycznym społeczeństwie partie polityczne i politycy zostaną skorumpowani przez kontrybucje finansowe właścicieli dużych kwot kapitałowych, a system taki „nie może być skutecznie kontrolowany nawet przez demokratycznie zorganizowane społeczeństwo polityczne”. Podsumowaniem eseju jest analiza Einsteina dotycząca sposobu rozwiązania tych problemów w ramach gospodarki planowej:

I am convinced there is only one way to eliminate these grave evils, namely through the establishment of a socialist economy, accompanied by an educational system which would be oriented toward social goals.
Jestem przekonany, że istnieje tylko jeden sposób wyeliminowania tych grzechów: jest nim ustanowienie gospodarki socjalistycznej w połączeniu z systemem edukacji mającym za cel dążenie do dobra społecznego.

Einstein zapewnia, że gospodarka planowa dostosowująca się do produkcji zapewniłaby utrzymanie każdemu członkowi społeczeństwa:

In such an economy, the means of production are owned by society itself and are utilized in a planned fashion. A planned economy, which adjusts production to the needs of the community, would distribute the work to be done among all those able to work and would guarantee a livelihood to every man, woman, and child. The education of the individual, in addition to promoting his own innate abilities, would attempt to develop in him a sense of responsibility for his fellow men in place of the glorification of power and success in our present society.
W takiej gospodarce środki produkcji stanowią własność samego społeczeństwa i użytkowane są w sposób planowy. Gospodarka planowa, dostosowując produkcję do potrzeb społeczności, zakłada podział pracy pośród wszystkich do niej zdolnych i zapewnia utrzymanie każdemu mężczyźnie, każdej kobiecie i każdemu dziecku. Edukacja jednostki, oprócz promowania wrodzonych zdolności każdego człowieka, ma za zadanie rozwijanie w nim poczucia odpowiedzialności za innych, zamiast gloryfikować władzę i sukces, jak w obecnym społeczeństwie.

W końcowych słowach Einstein ostrzegł, że „gospodarka planowa nie jest jeszcze socjalizmem”, ponieważ może jej towarzyszyć „wszechmocna” biurokracja, która prowadzi do „całkowitego zniewolenia jednostki”.

## Motywacja
Einstein uważał, że Monthly Review będzie dobrym forum dla idei socjalistycznych:

Clarity about the aims and problems of socialism is of greatest significance in our age of transition. Since, under present circumstances, free and unhindered discussion of these problems has come under a powerful taboo, I consider the foundation of this magazine [Monthly Review] to be an important public service.
Jasne ustalenie celów i problemów socjalizmu ma ogromne znaczenie w naszej erze przemian. Ponieważ w zaistniałych okolicznościach wolna i nieskrępowana dyskusja nad taką problematyką stanowi tabu, uważam założenie tego magazynu [„Monthly Review”] za ważny krok w służbie publicznej.

Private capital tends to become concentrated in few hands, partly because of competition among the capitalists, and partly because technological development and the increasing division of labor encourage the formation of larger units of production at the expense of smaller ones. The result of these developments is an oligarchy of private capital the enormous power of which cannot be effectively checked even by a democratically organized political society. This is true since the members of legislative bodies are selected by political parties, largely financed or otherwise influenced by private capitalists who, for all practical purposes, separate the electorate from the legislature. The consequence is that the representatives of the people do not in fact sufficiently protect the interests of the underprivileged sections of the population. Moreover, under existing conditions, private capitalists inevitably control, directly or indirectly, the main sources of information (press, radio, education). It is thus extremely difficult, and indeed in most cases quite impossible, for the individual citizen to come to objective conclusions and to make intelligent use of his political rights.
Kapitał prywatny pozostaje w rękach małego grona osób, z jednej strony wskutek konkurencji między kapitalistami, z drugiej strony – ponieważ postęp technologiczny i wzrastający podział pracy stanowią zachętę do tworzenia większych jednostek produkcyjnych ze szkodą dla mniejszych. Wynikiem tych zmian jest oligarchia kapitału prywatnego, której potęgi nie może kontrolować nawet społeczeństwo demokratyczne. Będzie tak, dopóki członkowie organów ustawodawczych wybierani są przez partie polityczne, sponsorowane w dużym stopniu lub kształtowane przez kapitalistów, którzy pod względem praktycznym odseparowują elektorat od władzy ustawodawczej. W rezultacie przedstawiciele ludu nie chronią wystarczająco interesów członków społeczeństwa mających mniejsze prawa. Co więcej, w obecnych warunkach, kapitaliści kontrolują pośrednio lub bezpośrednio główne źródła informacji (prasę, radio, system edukacyjny). Dlatego też bardzo trudne lub wręcz niemożliwe jest dla przeciętnego obywatela wyciągnięcie obiektywnych wniosków i mądre użycie własnych praw politycznych.